# Abfallbank
Eine Abfallbank (engl. Waste Bank oder Garbage Bank) ist eine Abfallsammelstation, in der recyclierbare Bestandteile des (meist nichtorganischen) Hausmülls zur Wiederverwertung angekauft oder in neue Produkte umgetauscht werden. Abfallbanken werden meist in Schwellenländern in unterschiedlichen gewerblichen, teils auch genossenschaftlichen Formen betrieben. Sie verfolgen verschiedene Geschäftsmodelle, sofern sie nicht rein pädagogische Funktionen haben und daher subventioniert werden. Häufig binden sie kommunale Akteure, Bildungsträger oder Medien in ihr Geschäftsmodell ein. So dienen sie auch dem Community Empowerment.
Bei nicht-gewerblichen, z. B. kommunalen Sammel-, Tausch- und Wiederverteilungsstellen von Altmaterial oder bei gewerblichen Initiativen zum Weiterverkauf von noch nutzbaren Abfallstoffen spricht man von Abfallbörsen.

## Funktionsweise
Privatpersonen können in den Abfallbanken möglichst sortenreine recyclierbare Abfälle abgeben und dafür Geld oder z. B. Lebensmittel erhalten. Der Abfall wird von den Abfallbanken, die selbst nicht über aufwändige Sortier-, sondern nur über Zwischenlagermöglichkeiten verfügen müssen, an Wiederverwender weiterverkauft. Insgesamt kann damit die Restmüllmenge gesenkt werden. Insbesondere zielt das im Vergleich zu zentralen Müllsammelsystemen kapitalsparende Konzept auf die Reduzierung der ungeregelten Entsorgung des Papier- und Plastikmülls in den Stadtregionen und im Meer sowie auf die Vermeidung der Müllverbrennung. Zugleich verschafft das Modell vielen Menschen aus einer Nachbarschaft ein Zusatzeinkommen oder dient dem Aufbau von Sparguthaben. Die Bank behält einen Anteil von etwa 15 Prozent an den Erlösen zur Deckung ihrer Kosten.

## Beispiele

### Indonesien

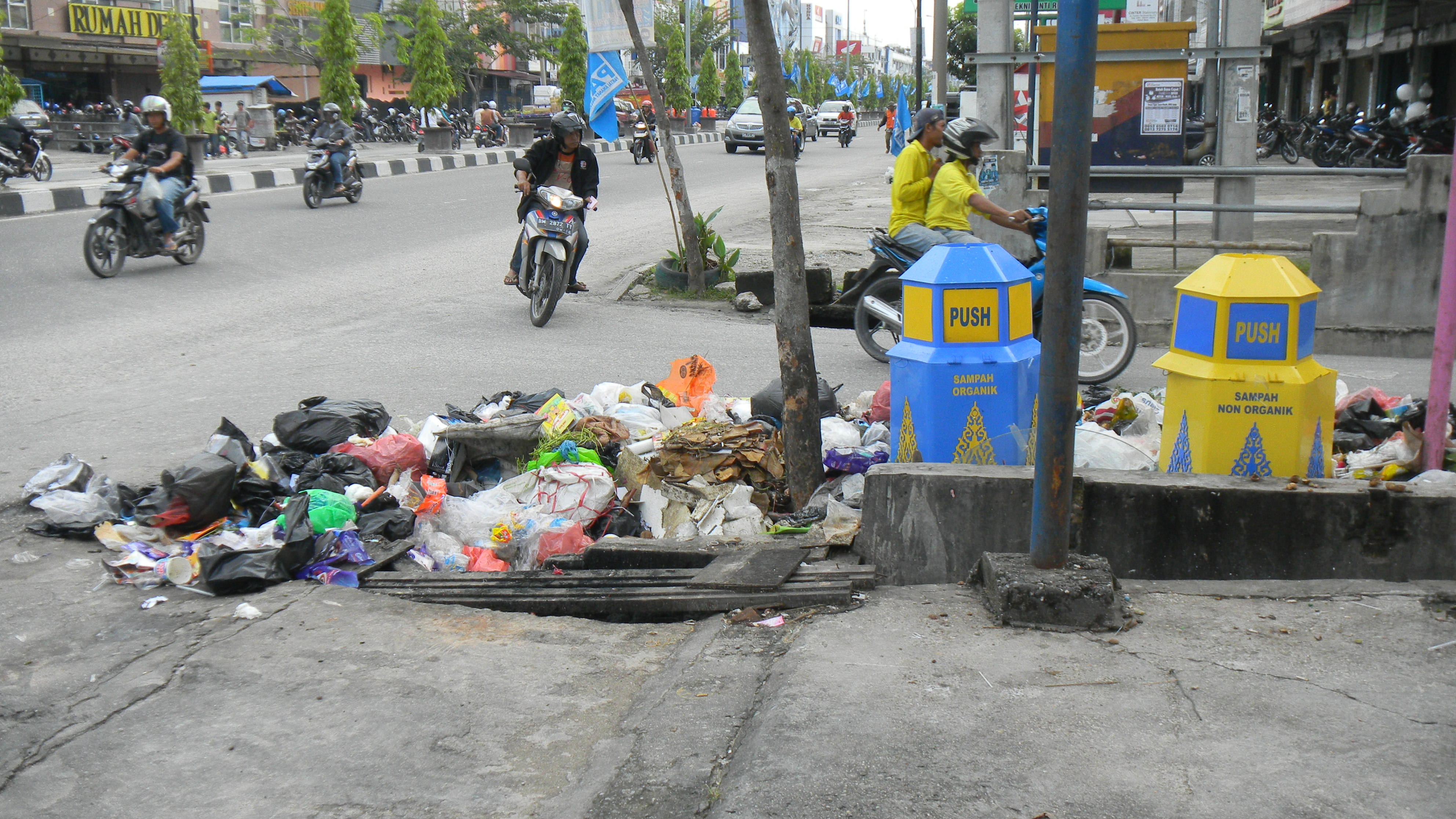
Wilde Müllentsorgung in Pekanbaru, Indonesien

In Indonesien wurde 2008 die erste Abfallbank Initiative des Umweltministeriums in einem kleinen Dorf nahe der Stadt Yogyakarta gegründet. Seither ist die Zahl der Abfallbanken (Bank sampah) auf 3000 gestiegen. Angestrebt wird eine möglichst starke Dezentralisierung. Die „Sparer“ lassen sich individuell registrieren und erhalten ihre Vergütung (cash for trash) monatlich ausgezahlt oder sammeln sie in Form von Sparguthaben an. Jede Bank sollte nur maximal 1000 Sparer haben. In Surabayas größter Abfallbank erzielten die Abfallsammler 2014 etwa 50 € Guthaben pro Person und Monat – normal sind jedoch eher maximal 5 €. Die Genossenschaftsabfallbank Gemah Ripah zahlt pro Kilogramm Plastikabfall knapp 30 Eurocent aus. 2015 führte das System schon 14 Prozent des nichtorganischen indonesischen Abfalls der Wiederverwertung zu.
Auch organische Abfälle werden gelegentlich nach diesem Prinzip gesammelt, so auch auf kleinen Inseln, die von Booten der Wiederverwerter angelaufen werden. Unilever hat nach eigenen Angaben in Indonesien 3000 Abfallbanken gegründet, die Recyclingmöglichkeiten für Plastikabfälle von 400.000 Menschen bieten.
Eine weitere Variante der Abfallbank knüpft an das islamische Prinzip Sadaqa (indonesisch: shodaqoh) an. Dabei wird der Erlös der Abfallsammlung an die Dorfgemeinschaft zurückgegeben und für Dorfprojekte ausgegeben.

### Andere Länder
In China gibt es Abfallbanken z. B. in Schulen, Wohngebieten oder Ausflugslokalen. Schüler können etwa ihre Papier- und Plastikabfälle sammeln und gegen neue Schreibwaren eintauschen. Das Ziel dieser Abfallbanken ist es vor allem, das Umweltbewusstsein zu fördern.
In Großwohnanlagen, in denen große Müllmengen anfallen, könnten Abfallbanken recyclierbaren Müll möglicherweise sogar durch Abholdienste abtransportieren, Zahlungen dafür leisten und dennoch profitabel arbeiten. In Indien gibt es für Hochhaussiedlungen solche privaten Müllabholdienste, die recyclierbare Abfälle vor Ort wiegen und sofort dafür zahlen.
In Brasilien gibt es Sammelstationen bei der Einzelhandelskett Grupo Pão de Açúca.
Ein Vorläufer der Abfallbanken war z. B. das SERO-System in der DDR, in dem in zahlreichen Sekundärrohstoff-Annahmestellen wiederverwendbare Altstoffe aufgekauft und einer weiteren Verwendung zugeführt wurden. Das System erreichte einen hohen Rückführungsgrad von Wertstoffen in den Wirtschaftskreislauf; es existiert heute in Teilen Brandenburgs in Form von Rohstoffsammelstellen weiter.